# 판문각
판문각(板門閣)은 판문점 군사분계선이 관통하는 중립국감독위원회를 사이에 두고 남측 자유의 집과 마주보고 있는 건물이다.

## 개요
군사분계선이 관통하는 중립국감독위원회를 사이에 두고 남측 자유의 집과 마주보고 있는 건물로 1968년 세워졌다. 군사분계선을 중심으로 북측에는 남북연락사무소가 있는 판문각과 회담장으로 사용되는 통일각이 있는데, 이는 남측 자유의 집과 평화의 집 각각에 상응하는 건물이다. 판문각은 종전 후 첫 공식 접촉인 1971년 적십자회담을 계기로 연락사무소와 직통 전화가 설치된 역사적인 곳이다.
한편, 통일각은 남북회담 시설용으로 '판문각' 뒤쪽 100여m 떨어진 곳에 위치해 있다. 남북 대표는 북쪽의 '통일각'과 남쪽의 '평화의 집'을 번갈아가며 회담하는 것을 관례로 하고 있다.
2019년 6월 30일 판문점에서 오후 15시46분에 김정은 위원장과 트럼프 대통령이 처음으로 분계선을 넘어 북측땅으로 월경하여 판문각 계단 밑까지 갔다가, 15시47분에 다시 남측 분계선을 넘어 왔다. 트럼프는 미국 지도자로는 처음으로 북측 분계선을 넘었다.

## 같이 보기
- 남북 고위급 회담
- 남북공동연락사무소